# 西森享平
西森 享平（にしもり りょうへい、1976年9月15日 - ）は、元日本代表のノルディックスキージャンプの選手。北海道小樽市出身。

## プロフィール
- 小学3年時小樽ジャンプ少年団でジャンプを始める。小樽向陽中学校-小樽工業高校を経て1995年地崎工業入社。しかし1996年成績不振の為引退を勧告され、地崎工業を退社した。
- 長野県の白馬スキークラブに移籍して白馬ジャンプ競技場でのアルバイトで生計を立てながら競技を続ける。
- 1998年の長野オリンピックではテストジャンパーに選ばれた。
- 2000年11月丸善食品工業入社。
- 2006年からは高校の先輩でもある宮平秀治のコーチを受けることとなった。
- 2009年シーズン限りでの現役引退を3月9日の自身のブログにて表明。

## 主な競技成績
- 1998.03.13(金)　第22回伊藤杯 宮の森ナイタージャンプ大会　優勝
- 2000.02.06(日)　第11回TVh杯ジャンプ大会　優勝
- 2000.03.10(金)　第24回伊藤杯宮の森ナイタージャンプ大会　優勝
- 2003.07.26(土)  第9回　名寄ピヤシリサマージャンプ大会　　優勝
- 2006.01.07(土)　第47回雪印杯全日本ジャンプ大会成年組　優勝
- 2008.02.20(水)　第63回国民体育大会冬季大会スキー競技会成年B　優勝